# Polypedilum monodentatum
Polypedilum monodentatum är en tvåvingeart som beskrevs av Konstantnivo 1948. Polypedilum monodentatum ingår i släktet Polypedilum och familjen fjädermyggor. Inga underarter finns listade i Catalogue of Life.